# National Firefighters Memorial

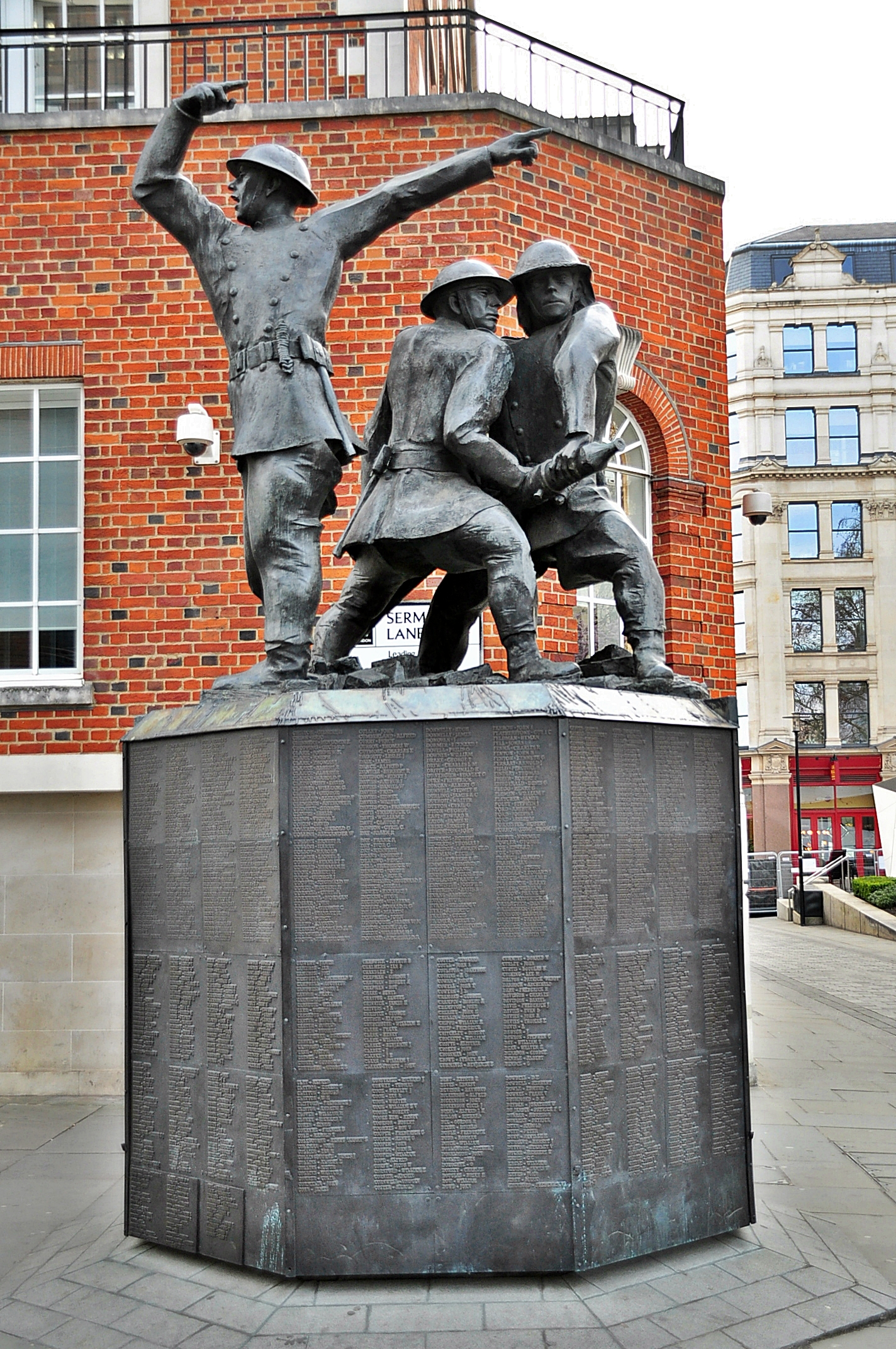
National Firefighters Memorial

Das National Firefighters Memorial ist ein Denkmal am Jubilee Walkway südlich der St Paul’s Cathedral in der City of London. Das Denkmal wurde von Königin Elisabeth Bowes-Lyon, der Mutter der Königin Elisabeth II., am 4. Mai 1991 enthüllt.
Der Entwurf von Cyril Demarne wurde von John W. Mills gefertigt. Das Bronzeguss-Denkmal zeigt drei Feuerwehrmänner in Aktion. Es erinnert grundlegend an den The Blitz, bei dem London unter anderem an 57 hintereinander folgenden Nächten von der deutschen Luftwaffe bombardiert worden war. Spezifischer erinnert es, seit 1998 offiziell, an die Feuerwehrleute, die während der Bombardements gegen die horrenden Flammen der vielzähligen Brände in London kämpften und teilweise starben. Auf dem Sockel befinden sich die Namen von Feuerwehrleuten, die im Krieg gefallen waren, und seit 2003 in kontinuierlicher Bearbeitung von allen im Einsatz ums Leben gekommenen Feuerwehrleuten.
Der neue und aktuelle Standort an der St Paul’s Cathedral wurde nicht zufällig gewählt. Die Kathedrale wurde während der Bombardements mit großem Aufwand vor nachhaltiger Zerstörung geschützt. Während um die Kathedrale viele Gebäude in Trümmern lagen, ragte die Kuppel aus den Flammen und dem Rauch hervor, und wurde somit zu einem Symbol für die Widerstandskraft und den Überlebenswillen der britischen Gesellschaft zu dieser Zeit.